# Points on the Curve
Points on the Curve è il secondo album in studio del gruppo musicale britannico Wang Chung, pubblicato nel 1983 dall'etichetta discografica Geffen Records su LP, MC e CD (catalogo GHS 4004, M5G 4004 e 4004-2).
| Recensione | Giudizio |
| ---------- | -------- |
| AllMusic   | [ 1 ]    |

## Descrizione
Primo album del gruppo dopo il cambio di nome e di etichetta, infatti, nel 1982, il gruppo aveva pubblicato l'eponimo Huang Chung con Arista Records.

## Successo e classifiche
Album di successo trascinato dalle vendite dei quattro singoli estratti, in particolare, Dance Hall Days che raggiunse le prime posizioni in Europa e oltreoceano.
| Classifica (1984) |                          | Posizione massima | Settimane in classifica |
| ----------------- | ------------------------ | ----------------- | ----------------------- |
| Paesi Bassi       | Paesi Bassi (bandiera)   | 19                | 7                       |
| Nuova Zelanda     | Nuova Zelanda (bandiera) | 25                | 7                       |
| Billboard 200     | Stati Uniti (bandiera)   | 30                | —                       |
| Germania          | Germania (bandiera)      | 34                | 11                      |
| Regno Unito       | Regno Unito (bandiera)   | 34                | 5                       |

## Tracce
I nomi indicati sono contemporaneamente autori e compositori.
Lato A
1. Dance Hall Days – 3:59 (Darren Costin, Nicholas Feldman, Jack Hues)
2. Wait – 4:25 (Darren Costin, Nicholas Feldman, Jack Hues)
3. True Love – 3:51 (Nicholas Feldman, Jack Hues)
4. The Waves – 4:29 (Darren Costin, Nicholas Feldman, Jack Hues)
5. Look at Me Now – 4:37 (Darren Costin, Nicholas Feldman, Jack Hues)

Lato B
1. Don't Let Go – 4:22 (Nicholas Feldman, Jack Hues)
2. Even If You Dream – 4:11 (David Burnand, Jack Hues)
3. Don't Be My Enemy – 4:23 (Darren Costin, Nicholas Feldman, Jack Hues)
4. Devoted Friends – 4:09 (Darren Costin, Nicholas Feldman, Jack Hues)
5. Talk It Out – 4:50 (Nicholas Feldman, Jack Hues)

## Formazione

### Gruppo
- Jack Hues – voce solista, tastiere, chitarra
- Nicholas Laurence Feldman – basso, voce, tastiere, chitarra
- Darren Costin – batteria, percussioni, voce, tastiere

### Altri musicisti
- Mel Collins – sassofono
- Chris Hughes – programmazione computer
- Paul Ridout – programmazione sequencer Roland MC-4